# Sigefredo Pacheco
Sigefredo Pacheco (Campo Maior, 22 de maio de 1904 — Teresina, 11 de fevereiro de 1980) foi um farmacêutico, médico, agropecuarista, jornalista, professor e político brasileiro que fez carreira no Piauí, onde exerceu três mandatos de deputado federal e um de senador.

## Biografia
Filho de Vicente Pacheco e Inês da Costa Araújo Pacheco, iniciou sua vida escolar em Teresina embora tenha retornado à sua cidade natal por motivos de saúde e lá iniciou suas atividades como farmacêutico “prático” (não-habilitado) ao acompanhar seu pai no atendimento aos doentes na falta de um médico em Campo Maior. Aos dezoito anos retornou à capital piauiense e deu seqüência aos seus estudos os quais foram concluídos no Rio de Janeiro junto ao Colégio Pedro II e a seguir ingressou na Universidade do Brasil, atual Universidade Federal do Rio de Janeiro onde se graduou em Medicina e foi assistente da cadeira de Histologia. Antes de receber seu diploma fez residência no Hospital Paula Cândido e em Niterói. Formado, retornou ao Piauí a fim de prestar assistência aos pais e ao mesmo tempo dar seguimento à sua carreira. Prefeito do município entre 1936 e 1937, teve sua carreira interrompida quando Getúlio Vargas decretou o Estado Novo e assim dedicou-se exclusivamente às suas atividades médicas. Com a redemocratização do país filiou-se ao PSD vencendo a eleição para deputado federal em 1945 participando da Assembléia Nacional Constituinte que promulgou a Carta Magna de 18 de setembro de 1946. Reeleito em 1950 e 1954, perdeu a eleição como candidato a suplente de senador na chapa de José de Mendonça Clark em 1958. Simpático à candidatura de Petrônio Portela ao governo do estado em 1962, foi um dos artífices da coligação entre a UDN e o PSD que venceu por ampla maioria o pleito daquele ano e nesse bojo Sigefredo Pacheco foi eleito senador. Vitorioso o Regime Militar de 1964 viu seu amigo Humberto de Alencar Castelo Branco ascender à Presidência da República, ingressando a seguir na ARENA.